# Lotoschino
Lotoschino (russisch Лотошино́) ist eine Siedlung städtischen Typs in der Oblast Moskau in Russland mit 5558 Einwohnern (Stand 14. Oktober 2010).

## Geographie
Lotoschino liegt etwa 130 km Luftlinie nordwestlich des Oblastverwaltungszentrums Moskau an der Lob, einem rechten Nebenfluss des Wolga-Zuflusses Schoscha.
Lotoschino ist Verwaltungszentrum des Rajons Lotoschinski sowie Sitz der Stadtgemeinde (gorodskoje posselenije) Lotoschino, zu der weitere 42 Dörfer und ländliche Siedlungen gehören. Im äußersten Nordwesten der Oblast gelegen, ist Lotoschino ihr mit Abstand kleinstes Rajonzentrum.

## Geschichte
Lotoschino wurde erstmals 1478 in einer Chronik als zum Großfürstentum Twer gehöriges Dorf erwähnt. Bereits im 16. Jahrhundert galt es als bedeutendes Handelsdorf, entwickelte sich dann aber nur langsam.
Am 19. März 1919 wurde Lotoschino Verwaltungssitz einer Wolost des Ujesds Wolokolamsk im Gouvernement Moskau, im Juli 1929 dann Verwaltungssitz des neu geschaffenen, nach ihm benannten Rajons.
Im Zweiten Weltkrieg wurde Lotoschino am 13. Oktober 1941 von der deutschen Wehrmacht besetzt und am 16. Januar 1942 von der Roten Armee während ihrer Gegenoffensive im Verlauf der Schlacht um Moskau zurückerobert.
1951 erhielt der Ort den Status einer Siedlung städtischen Typs.

### Bevölkerungsentwicklung
| Jahr | Einwohner |
| ---- | --------- |
| 1859 | 559       |
| 1926 | 864       |
| 1939 | 3396      |
| 1959 | 3567      |
| 1970 | 4911      |
| 1979 | 6581      |
| 1989 | 8752      |
| 2002 | 5670      |
| 2010 | 5558      |

Anmerkung: ab 1926 Volkszählungsdaten

## Verkehr
Lotoschino liegt an der von Twer kommenden Regionalstraße (46K-1121 auf dem Territorium des Lotoschinski rajon), die in südlicher Richtung weiter über Schachowskaja nach Uwarowka führt. Im etwa 25 km entfernten Schachowskaja besteht Anschluss an die föderale Fernstraße M9 Baltija Moskau – Welikije Luki – lettische Grenze. Dort befindet sich auch die nächstgelegene Bahnstation an der Strecke Moskau – Riga.
Von Lotoschino nach Osten führt die Regionalstraße 46K-9251 durch den Nordteil des benachbarten Wolokolamski rajon (mit Abzweig nach Wolokolamsk an der M9, kürzeste Verbindung Richtung Moskau) weiter nach Klin.

## Städtepartnerschaft
Lotoschino's Zwillingsstadt ist Lowetsch  in  Bulgarien.